# It's Immaterial
It's Immaterial är en engelsk popgrupp bestående av John Campbell och Jarvis Whitehead. Gruppen bildades 1980 i Liverpool av John Campbell, Martin Dempsey och Henry Priestman, samtliga före detta medlemmar av The Yachts. Jarvis Whitehead gick med i gruppen 1982 som efter ett antal förändringar och avhopp reducerades till en duo.
Gruppen fick 1986 en hitsingel med Driving Away From Home (Jim's Tune) och gav ut det kritikerrosade albumet Life's Hard and Then You Die. Därefter blev det tyst om gruppen i flera år innan Campbell och Whitehead återvände med albumet Song (1990) som rosades av många kritiker men inte sålde mycket.
År 2020 återkom duon med House for Sale, ett album som påbörjades som en uppföljare till Song redan 1993 men som på grund av diverse problem med nedlagda skivbolag och sjukdomar kunde fullbordas först 27 år senare.

## Stil
Debutalbumet visade upp influenser från en mängd olika musikstilar. På hitsingeln Driving Away from Home samarbetade de med Jerry Harrison från Talking Heads som de ibland jämförts med. Song präglas av nedtonade, melankoliska sånger om förortsliv och frustrerade drömmar och visade upp tydliga paralleller till The Blue Niles musik. AllMusic har beskrivit deras musik som en nedtonad, kvick understatement-karaktär i stil med en indie-variant av Pet Shop Boys.

## Diskografi
- 1986 – Life's Hard and Then You Die
- 1990 – Song
- 2020 – House for Sale